# IC 1428
IC 1428 ist eine Spiralgalaxie vom Hubble-Typ S im Sternbild Pegasus am Nordsternhimmel. Sie ist schätzungsweise 555 Millionen Lichtjahre von der Milchstraße entfernt und hat einen Durchmesser von etwa 65.000 Lichtjahren.
Im selben Himmelsareal befinden sich u. a. die Galaxien IC 1422 und IC 1425.
Das Objekt wurde am 19. August 1893 von Stéphane Javelle entdeckt.